# Eremedaille voor 25 jaar verdienstelijk Werk op het Gebied van Brandweer en Reddingswezen
De eremedaille voor 25 jaar verdienstelijk Werk op het Gebied van Brandweer en Reddingswezen (Duits: Ehrenmedaille für 25jährige verdienstliche Tätigkeit auf dem Gebiet des Feuerwehr- und Rettungswesens) werd op 24 november 1905 ingesteld door Keizer Frans Jozef I van Oostenrijk.
Er was sinds 1891 aangedrongen op het stichten van een onderscheiding voor de brandweer. Pas in november 1905 kwam het Oostenrijkse Ministerie van Binnenlandse Zaken met een voorstel aan de keizer en koning werd voorgelegd. De bronzen medaille zou in het vervolg zonder op rang, sekse of stand te letten worden uitgereikt aan diegenen die vijfentwintig jaar lang bijzondere ijver, plichtsvervulling, tot dankbaarheid nopende overgave bij het vervullen van hun uit de dienst voorvloeiende plichten en uitstekende inzet hadden laten zien.
De medaille heeft de gebruikelijke diameter van 32 millimeter en werd aan een oranje driehoekig lint op de linkerborst gedragen.
Op de voorzijde is de stichter afgebeeld binnen een lauwerkrans. Op de keerzijde staat binnen het omschrift FORTIDUNI VIRTUTI ET PERSEVENTIAE een schildje met het getal XXV en een gestileerde vlam.